# 샤오팅구

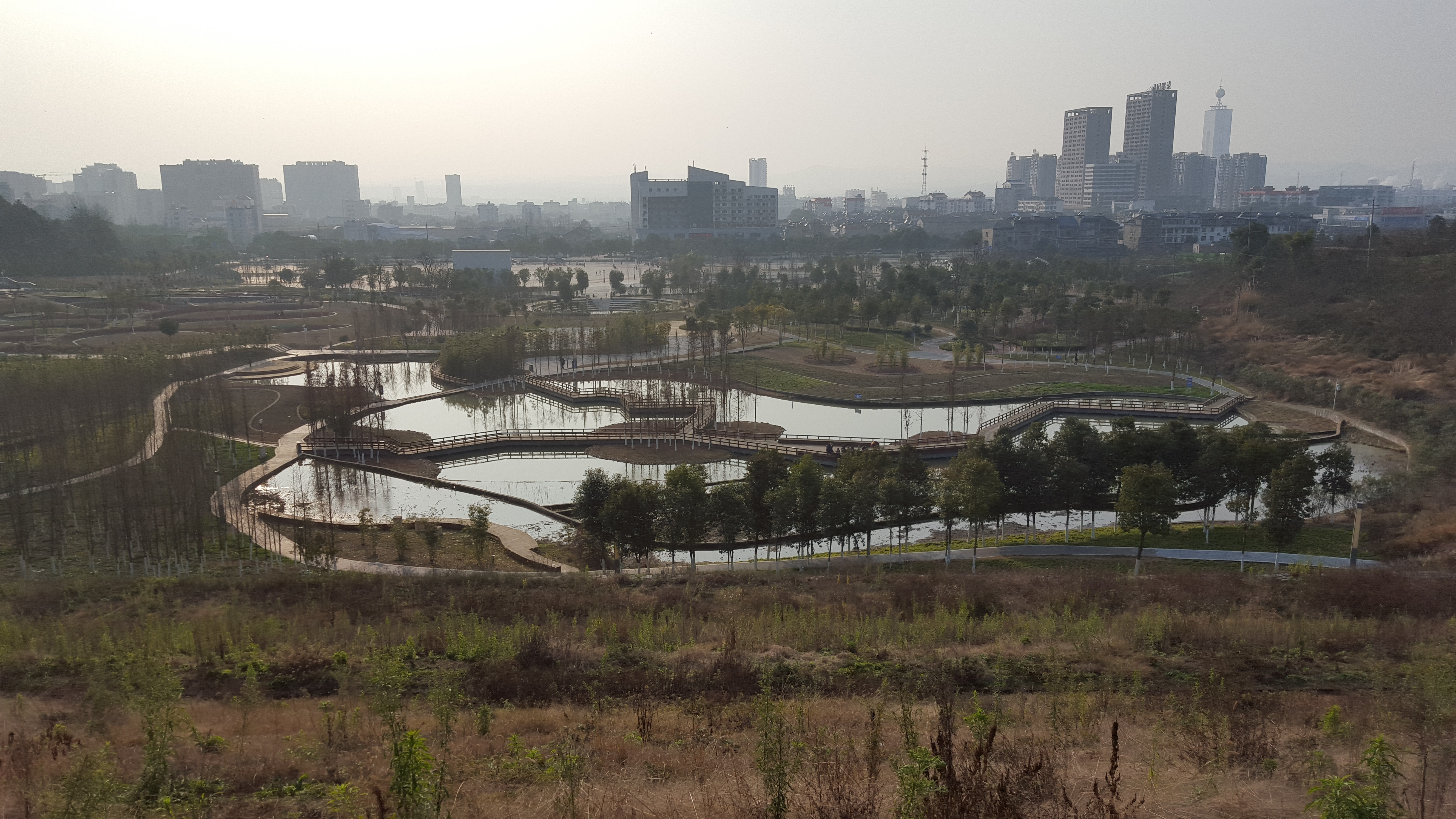
육천호공원(六泉湖公园)

샤오팅구(한국어: 효정구, 중국어: 猇亭区, 병음: Xiāotíng Qū)는 중화인민공화국 후베이성 이창 시의 현급 행정구역이다. 넓이는 118km2이고, 인구는 2007년 기준으로 50,000명이다.

## 행정 구역
3개 가도를 관할한다.
- 가도: 古老背街道, 云池街道, 虎牙街道.

## 같이 보기
- 이릉 대전